# Tayfur Əliyev
Tayfur Nəriman oğlu Əliyev (* 1. Januar 1997 in Naxçıvan) ist ein aserbaidschanischer Boxer im Leichtgewicht.

## Karriere
Əliyev gewann 2011 Gold bei der Schüler-Europameisterschaft in Grosny und 2013 Silber bei der Junioren-Europameisterschaft in Anapa.
2015 wurde er erstmals nationaler Meister der Erwachsenen und gewann nach einer Halbfinalniederlage gegen Bachtowar Nasirow eine Bronzemedaille bei den Europaspielen 2015 in Baku. Bei der Weltmeisterschaft 2015 in Doha schied er im Viertelfinale gegen Michael Conlan aus.
Nach dem Gewinn einer Bronzemedaille bei den Islamic Solidarity Games 2017 in Baku, verlor er bei der Europameisterschaft 2017 in Charkiw gegen Kurt Walker, gewann jedoch 2018 die Silbermedaille bei der U22-Europameisterschaft in Târgu Jiu. Bei den Europaspielen 2019 in Minsk unterlag er im Achtelfinale gegen Mykola Buzenko und bei der Weltmeisterschaft 2019 in Jekaterinburg ebenfalls im Achtelfinale gegen Peter McGrail.
Bei der europäischen Olympiaqualifikation 2020 in London qualifizierte er sich als erster aserbaidschanischer Boxer für die 2021 in Tokio ausgetragenen Olympischen Spiele 2020, wo er in der Vorrunde des Federgewichts mit 2:3 knapp gegen Nguyễn Văn Đương ausschied.
Bei den Weltmeisterschaften 2021 in Belgrad und 2023 in Taschkent verlor er jeweils frühzeitig gegen Arslan Chatajew bzw. Wsewolod Schumkow, sowie bei der Europameisterschaft 2024 in Belgrad gegen Stefan Camović.